# Albert Aichele

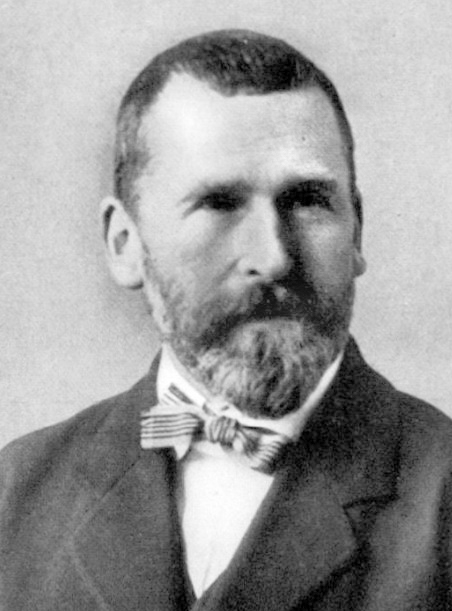
Albert Aichele

Albert Aichele (* 13. Februar 1865 in Lörrach; † 17. November 1922 in Baden) war ein Schweizer Pionier der Elektrotechnik.

## Leben
Albert Aicheles Eltern waren Albert Aichele und Maria, geb. vom Hove. Der Vater war Gesellschafter und 1832 bis 1881 Geschäftsführer der Stoffdruckerei KBC. Er hatte 1860 die Untere Villa erbaut. Die Mutter erwarb 1901 die benachbarte, nach ihr benannte Villa mit Parkanlage in Lörrach (Position). Die Konzertsängerin Helene Siegfried war eine Schwester.
Nach seiner Gymnasialzeit in Basel und Lausanne studierte er Maschinenbau und Elektrotechnik am Eidgenössischen Polytechnikum Zürich bei Heinrich Friedrich Weber.
Er war ein begeisterter Hochradfahrer und nahm an verschiedenen internationalen Hochradrennen teil. 1887 stellte er in München mit 37,078 km den Stundenweltrekord auf. Sein Hochrad Rudge Bicycle Racer ist im Museum des Pantheon Basel ausgestellt. Als er im selben Jahr bei einem gewonnenen Rennen in der Schweiz den Geldpreis angenommen, und am nächsten Tag zurückgegeben hatte, genügte das dem Bund Deutscher Radfahrer, ihn zum Berufsfahrer herabzustufen und ihn aus dem Verband auszuschließen. Nach Protesten wurde die Strafe zu einer viermonatigen Sperre reduziert. Bald darauf wurden Hochradrennen vielfach verboten.
Noch vor Studienabschluss begann er bei der Maschinenfabrik Oerlikon, für die er kurze Zeit in Südamerika arbeitete.
1891 wechselte er zur neu gegründeten Brown, Boveri & Cie. in Baden und leitete, anfangs mit Carl Sulzberger (1864–1936), ab 1902 allein, das Versuchslabor. 1909 wurde er zum Direktor befördert. Er konstruierte unter anderem verbesserte Bauformen des Ölschalters durch mechanische Dämpfungselemente. Zu seinen Erfindungen gehörte auch ein verbesserter Magneto-Zünder für Verbrennungsmotoren (US Patent 1'391'234, erteilt 1917). Diese Entwicklung führte zur Gründung der Firma Scintilla AG als Tochterfirma von BBC. Ab 1916 arbeitete er als freier Forscher und Berater. Als Erfinder und Konstrukteur erhielt er über 100 Patente.
1907 heiratete er in Hamburg Olga Albertine Duhner. 
Später interessierte ihn das Auto und er wurde Basels erster Automobilist. Befreundet war er mit Louis Renault, dem er technische Anregungen gab und höchstwahrscheinlich auch der Erfinder des Kardangetriebes war.